# St. Macdara’s Island
St. Macdara’s Island (irisch Cruach na Cara) ist eine eineinhalb Kilometer lange und 27 m hohe Insel vor der Küste von Connemara im County Galway in Irland.
Innerhalb einer nur teilweise erhaltenen Ummauerung, oberhalb eines Naturhafens an der südöstlichen Küste der Insel, befinden sich ein Oratorium und andere frühchristlichen Relikte (Keltenkreuz und Cross-Slabs).

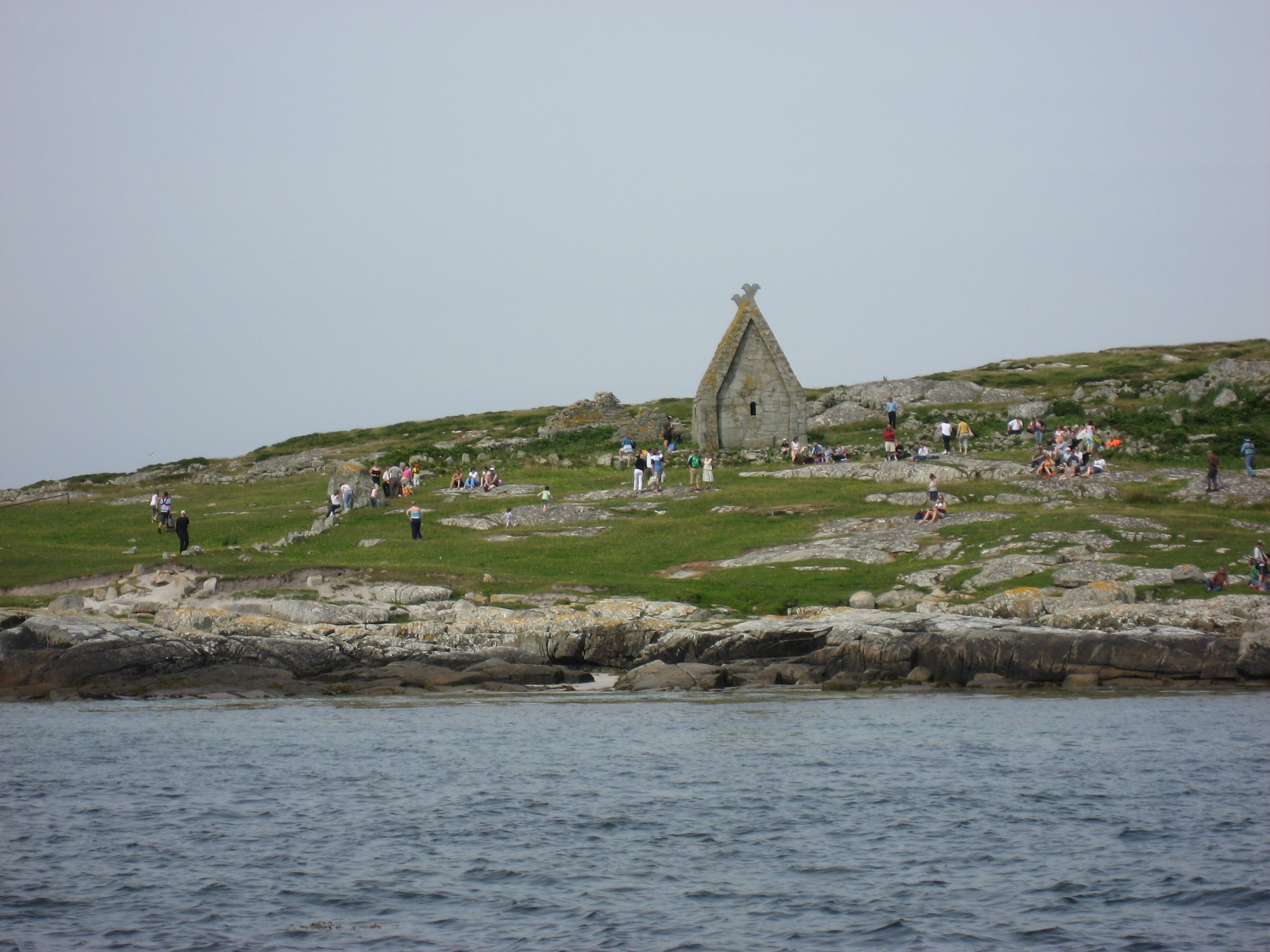
Macdara Oratorium

Das einräumige „Oratorium von Illaun“ aus dem 6. Jahrhundert misst 4,5 × 3,4 m, ist mit Steinplatten bedacht, die beiden steinernen Giebelfiguren und der Dachfirst wurden 1975 ergänzt. Der Türöffnung mit großem Steinsturz liegt eine rundbogige Fensteröffnung im Osten gegenüber, wo auch Überreste von Verputz erhalten sind. Eine quadratische Fensteröffnung liegt im Süden. Die oft polygonen Steine bestehen aus grauem und rosa Granit, dem Grundgestein der Insel. Der leicht rosa Farbton ist das Ergebnis des Verfalls des Feldspates im grauen Granit. Das auch auf einer Briefmarke abgebildete Oratorium besteht hauptsächlich aus feinkörnigem grauen Granit. Das Gebäude zeigt starken Flechtenbewuchs. Es wird als intakt eingestuft und gilt als eines der besterhaltenen frühkirchlichen Gebäude in Irland.
Weil St. MacDara der Schutzpatron der Fischer ist, wird an seinem Fest, dem 16. Juli, nicht gefischt und die Seeleute ziehen gewöhnlich ihre Segel ein, wenn sie an der Insel vorbeikommen.
Die Insel ist unbewohnte Sommerweide für Schafe und Rinder.
Andere irische Oratorien aus Stein sind: der Benan Temple auf der Insel Inishmore ebenfalls im County Galway, das Gallarus Oratory und das Killelton Oratory im County Kerry und Temple Cronan im County Clare.